# 穆萨堡
穆萨堡（阿拉伯语：‎，波斯語：‎），是阿富汗赫尔曼德省军事重地，位于穆萨堡河畔，坐标32°26′36″N 64°44′40″E / 32.4433°N 64.7444°E，人口约2000人，以普什图人为主。自2006年起，该地便已成为塔利班和驻阿富汗各国联军争夺的要地。